# Muse (album)
A Muse Grace Jones amerikai énekesnő 1979-ben megjelent harmadik nagylemeze. Műfaja: disco, kiadója az Island Records.  A felvételek és a keverés a philadelphiai Sigma Sound Studiosban készültek. Ez volt az énekesnő harmadik, egyben utolsó lemeze, melyet Tom Moulton producerrel készített. Az „A” oldalon található 4 felvétel folyamatos egyveleget alkot: a dalok egy olyan személyről szólnak, aki vétkezett. A „B” oldal dalai különálló szerzemények, tematikailag sem kapcsolódnak egymáshoz. Az I'll Find My Way to You című dal eredeti változata 3 évvel korábban a Quelli della calibro 38 (1976) című olasz filmhez készült, melyben Grace egy bárénekesnőt játszott. A filmzenealbumon ez a dal még I Still Get the Blues címmel szerepelt, szerzője és producere Stelvio Cipriani. A Muse elkészítésében részt vett az izlandi Thor Baldursson, aki korábban Münchenben olyan diszkósztárokkal dolgozott együtt, mint a Silver Convention, a Boney M., Donna Summer, Amanda Lear és Giorgio Moroder. Az LP és a róla kimásolt kislemez abban az évben jelent meg, amikor a diszkóláz – főleg az Amerikai Egyesült Államokban – kezdett alábbhagyni, ezért a közönség a vártnál szerényebb érdeklődést tanúsított a Muse iránt. Akkoriban sokan úgy gondolták, ez lesz a fotómodellből lett énekesnő utolsó lemeze, és Grace eltűnik a süllyesztőben. Nem így történt, sőt Grace karrierje az 1980-as években ívelt fel igazán. Mindenesetre a Muse az egyetlen albuma, mely hivatalosan sehol nem jelent meg CD-n. A 2006-ban kiadott The Grace Jones Story volt az énekesnő első olyan válogatása, melyre a Muse-ról is felkerült három dal: a Sinning, a Saved és a Don't Mess with the Messer.  (A Saved bő két perccel rövidebb változatban szerepel a válogatáson.)

## A dalok

### „A” oldal
1. Sinning (Grace Jones – Pierre Papadiamondis) – 5:06
2. Suffer (Tom Moulton – Thor Baldursson) – 4:17
3. Repentance (Forgive Me) (Grace Jones – Pierre Papadiamondis) – 3:50
4. Saved  (J. Robinson – J. Bolden – V.S. Robinson) – 7:13

### „B” oldal
1. Atlantic City Gambler (Tom Moulton – D. Williams) – 5:46
2. I'll Find My Way to You (S. Cipriani – H. Shaper) – 5:14
3. Don't Mess with the Messer (Grace Jones – Pierre Papadiamondis) –4:50
4. On Your Knees (D.C. LaRue – Jerry Corbetta) – 6:20

## Közreműködők
- Grace Jones (ének)
- Thor Baldursson (ének, A/2; billentyűs hangszerek)
- Sweethearts of Sigma (háttérvokál, B1–B4)
- Barbara Ingram (háttérvokál)
- Evette Benton (háttérvokál)
- Carla Benson (háttérvokál)
- Carl Helm (háttérvokál, A1–A4)
- Phil Hurtt (háttérvokál, A1–A4)
- Ron Tyson (háttérvokál, A1–A4)
- Jimmy Williams (basszusgitár)
- Keith Benson (dobok)
- Craig Snyder (gitár)
- James Walker (ütős hangszerek)
- Larry Washington (ütős hangszerek)
- Tom Moulton (producer)
- Thor Baldursson (hangmérnök, A1–A4, B1, B2, B4)
- Carl Davis (hangmérnök, B3)
- Don Renaldo (vonósok és fúvósok)
- Arthur Stoppe (keverés)
- José Rodriguez (maszterelés)
- Richard Bernstein (design, illusztráció)
- Francis Ing (design, illusztráció)
- Eve Boman (fotós)
- Neil Terk (művészeti vezető)

## Feljegyzések
Muse: Greek myth, the inspirational goddess of music, song, dance, poetry, and art…
Special thanks to: Jack, James, Pierre, Thor and Tom for their contributions to my concept of the medley; to Tony Moses, for always being there; to Jean Paul, for your artistic influence and inspiration; to Tom, for a super album and also for being a great friend; to Helena, for your patience and assistance in my vocal development; to Richard, for your fabulous images; and to Chris and Barbara and Island.
Dedicated to all my fans, past, present and future, with love.

## Különböző kiadások

### LP
- 1979 Island Records (ILPS 9538, Egyesült Államok)
- 1979 Island Records (ILPS 19538, Olaszország)
- 1979 Island Records (200 849, NSZK)
- 1979 Island Records (9123 050, Franciaország)

## Kimásolt kislemezek

### Kislemezek
- 1979 On Your Knees / Don't Mess with the Messer (Island Records, 100 789, NSZK)
- 1979 On Your Knees / Don't Mess with the Messer (Island Records, 6172 865, Franciaország, promóciós lemez)
- 1979 On Your Knees / Don't Mess with the Messer (Island Records, WIP 26511, Olaszország)
- 1980 Love Is the Drug / Sinning (Island Records, 101 819, NSZK)
- 1980 Love Is the Drug / Sinning (Island Records, 6010179, Franciaország, promóciós lemez)
- 1980 Love Is the Drug / Sinning (Island Records, A-101.819, Spanyolország)

### Maxik
- 1979 On Your Knees / Don't Mess with the Messer (Island Records, DISD 8869, Egyesült Államok)
- 1979 On Your Knees / Don't Mess with the Messer (Island Records, DISD 8869 RE-1, Egyesült Államok, promóciós lemez)
- 1979 On Your Knees / Don't Mess with the Messer (Island Records, 600 079-213, NSZK)
- 1979 On Your Knees (Special 12 Inch Disco Mix) / Don't Mess with the Messer (Special 12 Inch Disco Mix) (Island Records, DISD-8869, Kanada)
- 1979 On Your Knees / Don't Mess with the Messer (Island Records, 12XWIP 6511, Anglia)
- 1980 Love Is the Drug / Sinning (Island Records, 600 198, NSZK)

## Az album slágerlistás helyezései
- Svédország: 1979. október 5-étől 3 hétig. Legmagasabb pozíció: 38. hely

## Külső hivatkozások
- Dalszöveg: Sinning
- Dalszöveg: Suffer
- Videó: Suffer
- Zene: Atlantic City Gambler
- Zene: On Your Knees